# Volk en Vaderland
Volk en Vaderland (Volk und Vaterland) war eine niederländische Wochenzeitung mit Redaktionssitz in Utrecht. Sie war neben der 1936 gegründeten Tageszeitung Het Nationale Dagblad (Das Nationale Tagesblatt) das Parteiorgan der niederländischen Nationalsozialisten NSB und erschien in deren Verlag Nenasu. 

## Geschichte

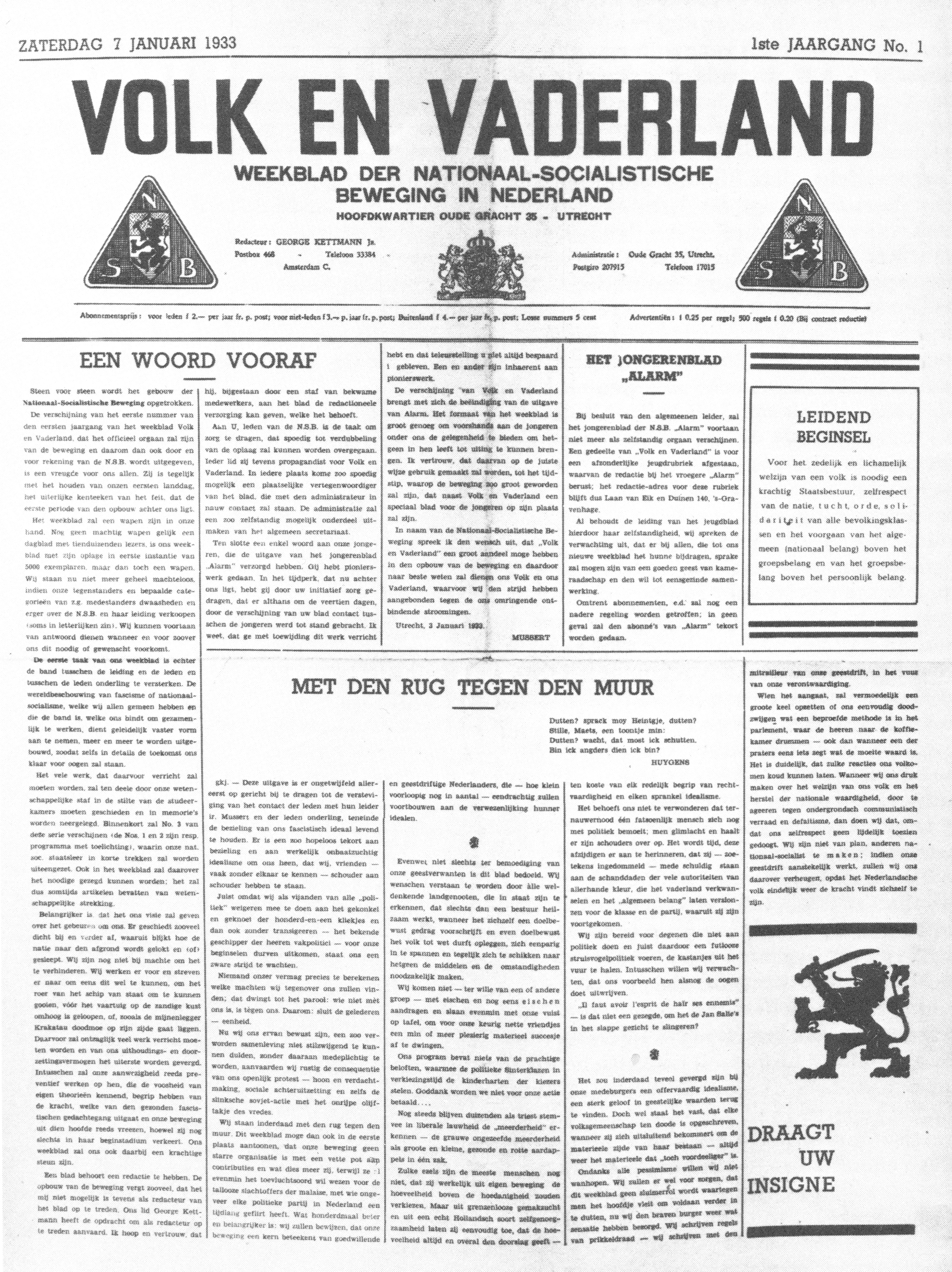
Erstausgabe vom 7. Januar 1933

Die Erstausgabe von Volk en Vaderland erschien am 7. Januar 1933 mit George Kettmann als erstem Chefredakteur. Zu diesem Zeitpunkt bestand die NSB erst seit einem Jahr und war noch völlig unbedeutend. Mit der Gründung des Nationale Dagblad trat bald auch in der NSB-Presse die Spaltung der Partei in einen völkisch-annexionstischen Flügel, der für einen Anschluss an Deutschland eintrat, und einen anderen Flügel, der auf eigenständige Niederlande bestand, zutage. Der letztere und größere Flügel wurde unter anderem von Parteichef Anton Mussert vertreten und fand sich in Volk und Vaderland wieder, während ersterer vom späteren Fraktionschef der NSB, Meinoud Rost van Tonningen, vertreten wurde und dessen Ansichten im Nationale Dagblad zur Schau stellen ließ. Im Gegensatz zum Nationale Dagblad war Volk en Vaderland bereits vor dem Zweiten Weltkrieg ein Erfolg, 1935 wurde eine Auflage von 80.000 Exemplaren erreicht.
Von den Jahren 1936/37 an begann sich auch in den Publikationen der NSB ein Antisemitismus breit zu machen, der eigentlich zuvor in der NSB, die jüdische Mitglieder hatte und sich bis dahin eher am italienischen Faschismus orientiert hatte, keinen Platz hatte. Dies war vor allem eine Anpassung an den deutschen Nationalsozialismus, dem Musserts Ansicht nach die zukünftige europäische Führungsrolle zukam. Der von ihm im November 1938 vorgebrachte „Guyanaplan“, in dem er vorschlug, dass die Niederlande zusammen mit Frankreich und Großbritannien in Guyana eine Heimstätte für europäische Juden schaffen sollten (siehe auch den deutschen Madagaskarplan), wurde von Volk en Vaderland in einer Sonderausgabe mit einer Auflage von 500.000 Exemplaren verbreitet, aber nahezu gänzlich ignoriert.
Am ersten Tag des Angriffs der deutschen Wehrmacht auf die Niederlande, dem 10. Mai 1940, wurde Volk en Vaderland kurzzeitig verboten, konnte jedoch nach dem raschen Sieg der Wehrmacht bereits am 24. Mai wieder erscheinen. Die Auflage betrug zum Ende des Jahres zunächst nur noch 40.000 Exemplare. Im Anschluss daran kam es jedoch zu einer massiven Auflagensteigerung, die auch die NSB überraschte – 1943 wurden über 200.000 Exemplare erreicht. Die NSB ließ daraufhin eine Umfrage durchführen, die ein ungewöhnliches Resultat zum Vorschein brachte. Während 1/3 ihre Sympathie für die NSB als Kaufgrund angab, nannten 2/3 ihr Interesse am Schönreden deutscher Niederlagen durch die NSB als Grund, wie auch ihre Schadenfreude über im Blatt verbreitete interne Streitigkeiten innerhalb der NSB. 7 % gaben gar an, das Blatt wegen seines als Packpapier geeigneten Formats zu kaufen. Während des Krieges war es in den Niederlanden zu einem drastischen Rückgang des Bestandes an Rohstoffen gekommen.
Trotz der nationalsozialistischen Ausrichtung der Zeitung hatte auch sie sich an die deutschen Auflagen zu halten. Noch Ende Februar 1945, zwei Monate vor Kriegsende, wurde der damalige Chefredakteur L. Lindemann verhaftet, als er sich im Hungerwinter darüber beklagt hatte, dass Deutsche den Niederländern Lebensmittel wegnahmen. Das Kriegsende bedeutete auch das Ende der NSB und ihrer Zeitungen, die letzte Ausgabe erschien am 4. Mai 1945, einen Tag vor der Kapitulation der Wehrmacht in der „Festung Holland“. Volk en Vaderland erhielt wie ihre Schwesterzeitung 1948 ein 75-jähriges Erscheinungsverbot.
Kettmann, der 1942 nur noch Mitarbeiter war und anschließend Chefredakteur des antisemitischen Misthoorn (Nebelhorn) wurde, erhielt in einem Prozess eine siebenjährige, nach einer Berufung im Jahr 1951 gar zehnjährige Gefängnisstrafe und wurde 1955 vorzeitig aus der Haft entlassen. Lindemann erhielt eine Strafe von neun Jahren, während der Karikaturist Maarten Meuldijk zu acht Jahren Gefängnis verurteilt wurde. Zudem erhielten alle drei ein Berufsverbot von 18 (Kettmann) bzw. 20 (Lindemann, Meuldijk) Jahren.